# Боянець
Боя́нець — село в Україні, у Шептицькому районі Львівської області. Чисельність населення становить 1427 осіб.

## Історія
В історичних документах Боянець вперше згадується у 1648 році в зв'язку з нападом татар. За переказами село заснував боярин, звідси, вважають, і походить його назва (Бояринець, згодом — Боянець).
«Географічний словник Королівства Польського та інших земель слов'янських» так описує село Боянець:
|  | Боянець (з присілками Мервиця та Верини) — село, у Жовківському повіті, 2 милі на північний схід від Жовкви, біля державної дороги, яка йде з Жовкви на Великі Мости, Шептицький, до Сокаля. Околиця піщана, мочариста і лісиста. Територія маєтку становить орної ріллі 322, лугів і городів 177, пасовищ 45, лісу 978; менша власність становить орної ріллі 854, лугів і городів 1809, пасовищ 18, лісу 18 моргів. Населення (в 1880 році): 939 греко-католиків, 28 римо-католиків, 32 юдеї і разом 999. Належить до римо-католицької парафії в Жовкві, греко-католицька парафія є на місці, до якої належить село Купичволя та місцевості Медвежа і Верини; ціла парафія налічує 1282 греко-католики і належить до Жовківського деканату; є також етатова школа. Земля тут неурожайна через низинне положення, рівнинна, не має практично схилів, тому і болотиста; луги зате дають хороші трави; ліс є малоцінним, через те що дуже заріс. В Боянці народився Маврицій Мохнацький. Власником маєтку є Артур Глоговський. |

1840 року (за іншими даними — 1836 році) у Боянці стараннями о. Гаврила Телесницького на місці давнішої церкви споруджена нині існуюча дерев'яна церква святого Архістратига Михаїла. Реставрована у 1897 році. Тоді ж зведена нова баня над навою. Стояла зачиненою у 1951—1989 роках, від 1990 року церква у користуванні громади УГКЦ.
На початку 1900-х років в селі споруджено триповерховий цегляний млин, котрий пропрацював більше століття і у 2000-х роках був закритий. 1 червня 2018 року в будівлі колишнього млина виникла пожежа. Вогонь знищив дах загальною площею 250 м² та дерев'яне перекриття загальною площею 300 м² старовинного млина.

## Населення

### Мова
Розподіл населення за рідною мовою за даними перепису 2001 року:
| Мова       | Кількість | Відсоток |
| ---------- | --------- | -------- |
| українська | 1423      | 99.72%   |
| російська  | 3         | 0.21%    |
| румунська  | 1         | 0.07%    |
| Усього     | 1427      | 100%     |

## Екологія
Поблизу села - значні несанкціоновані скотомогильники, які чинять негативний вплив на навколишнє середовище

## Відомі мешканці
- Панько Козар — селянин, політичний та громадський діяч Галичини середини XIX століття, посол (депутат) до Австрійського парламенту 1848 року.

### Народились
- Маврицій Мохнацький (1803—1834) — польський громадський і політичний публіцист, один з теоретиків польського романтизму, піаніст.